# Toxodanuria orientalis
Toxodanuria orientalis är en bönsyrseart som beskrevs av Wood-mason 1877. Toxodanuria orientalis ingår i släktet Toxodanuria och familjen Mantidae. Inga underarter finns listade i Catalogue of Life.